# Blaze (mascota paralímpica)
Blaze (17 de abril de 1981) es la mascota oficial de los Juegos Paralímpicos de Atlanta 1996, que se celebraron en Atlanta en agosto de 1996.